# Sam Jaffe
Sam Jaffe (Shalom Jaffe: Nueva York, 8 de marzo de 1891-Beverly Hills, 24 de marzo de 1984) fue un actor, profesor e ingeniero estadounidense. 
En 1951, fue candidato al Oscar al mejor actor de reparto por su actuación en The Asphalt Jungle (1950), apareció en diversos filmes clásicos, tales como Ben-Hur (1959) y The Day the Earth Stood Still (1951). Posiblemente sea mejor recordado por el papel principal de Gunga Din (1939), y por el del Gran Lama en Horizontes perdidos (1937).

## Biografía
Nacido en una familia judía, de niño participó en producciones teatrales en yiddish junto a su madre, que era una conocida actriz. Estudió ingeniería en la Universidad de Columbia, y después trabajó durante unos años como profesor de matemáticas, antes de dedicarse plenamente a la actuación. Inició su carrera cinematográfica en 1934 y continuó con ella durante toda su vida. 
En la década de 1950, Jaffe fue incluido en la lista negra de Hollywood por los dirigentes de los estudios cinematográficos, por ser un supuesto simpatizante comunista. A pesar de ello, fue contratado por el director William Wyler para su papel en la película de 1959 ganadora del Oscar a la mejor película Ben-Hur.
Jaffe fue coprotagonista de la serie de televisión Ben Casey, en el papel del Dr. David Zorba desde 1961 a 1965, y tuvo otros muchos papeles como invitado en varias series, incluyendo el western Alias Smith and Jones protagonizado por Pete Duel y Ben Murphy.
Viudo desde 1941, en 1956 se casó con la actriz Bettye Ackerman (1924-2006), quien posteriormente trabajaría con él en Ben Casey.
Sam Jaffe falleció por cáncer en Beverly Hills (California), y fue sepultado en el cementerio Eden Memorial Park en Los Ángeles, California.

## Filmografía seleccionada
El espacio de seis años sin filmografía se debe a su inclusión en la lista negra de Hollywood.
- Nothing Lasts Forever (1984)
- Rio Abajo (1984)
- Battle Beyond the Stars[nota 1] (1980)
- Gideon's Trumpet (TV, 1980)
- Columbo, episodio "Forgotten Lady" (serie de televisión, 1975)
- QB VII (TV, 1974)
- Saba of Sonora (TV, 1973)
- Ghost Story (TV, 1972)
- Enemies (TV, 1971)
- The Tell-Tale Heart (1971)
- Alias Smith and Jones (TV, 1971)
- Bedknobs and Broomsticks (La bruja novata) (1971)
- The Old Man Who Cried Wolf (TV, 1970)
- Quarantined (TV, 1970)
- The Dunwich Horror (1970)
- The Great Bank Robbery (Ojos verdes, rubia y peligrosa) (1969)
- Guns for San Sebastian (Los cañones de San Sebastián) (1969)
- Tarzan's Jungle Rebellion (Tarzán y la rebelión en la jungla) (1967)
- A Guide for the Married Man (Guía para el hombre casado) (1967)
- Batman (TV episodio 36, 1966)
- Ben Casey (Serie de TV, 1961-1965)
- Ben-Hur (1959)
- The Barbarian and the Geisha (El bárbaro y la geisha) (1958)
- The Spies (Los espías) (1957)
- Ultimátum a la Tierra (1951)
- I Can Get It for You Wholesale (1951)
- Under the Gun (1951)
- La jungla de asfalto (1950)
- Rope of Sand (Soga de arena) (1949)
- The Accused (1949)
- Gentleman's Agreement (La barrera invisible) (1947)
- 13 Rue Madeleine (1947)
- Gunga Din (1939)
- Horizontes perdidos (1937)
- We Live Again (Vivamos de nuevo) (1934)
- The Scarlet Empress (Capricho imperial) (1934)

## Premios y distinciones
Premios Óscar
| Año  | Categoría              | Película             | Resultado |
| ---- | ---------------------- | -------------------- | --------- |
| 1951 | Mejor actor de reparto | La jungla de asfalto | Nominado  |

Festival Internacional de Cine de Venecia
| Año  | Categoría                 | Galardonado          | Resultado |
| ---- | ------------------------- | -------------------- | --------- |
| 1950 | Copa Volpi al mejor actor | La jungla de asfalto | Ganador   |